# Lohengrin Therme

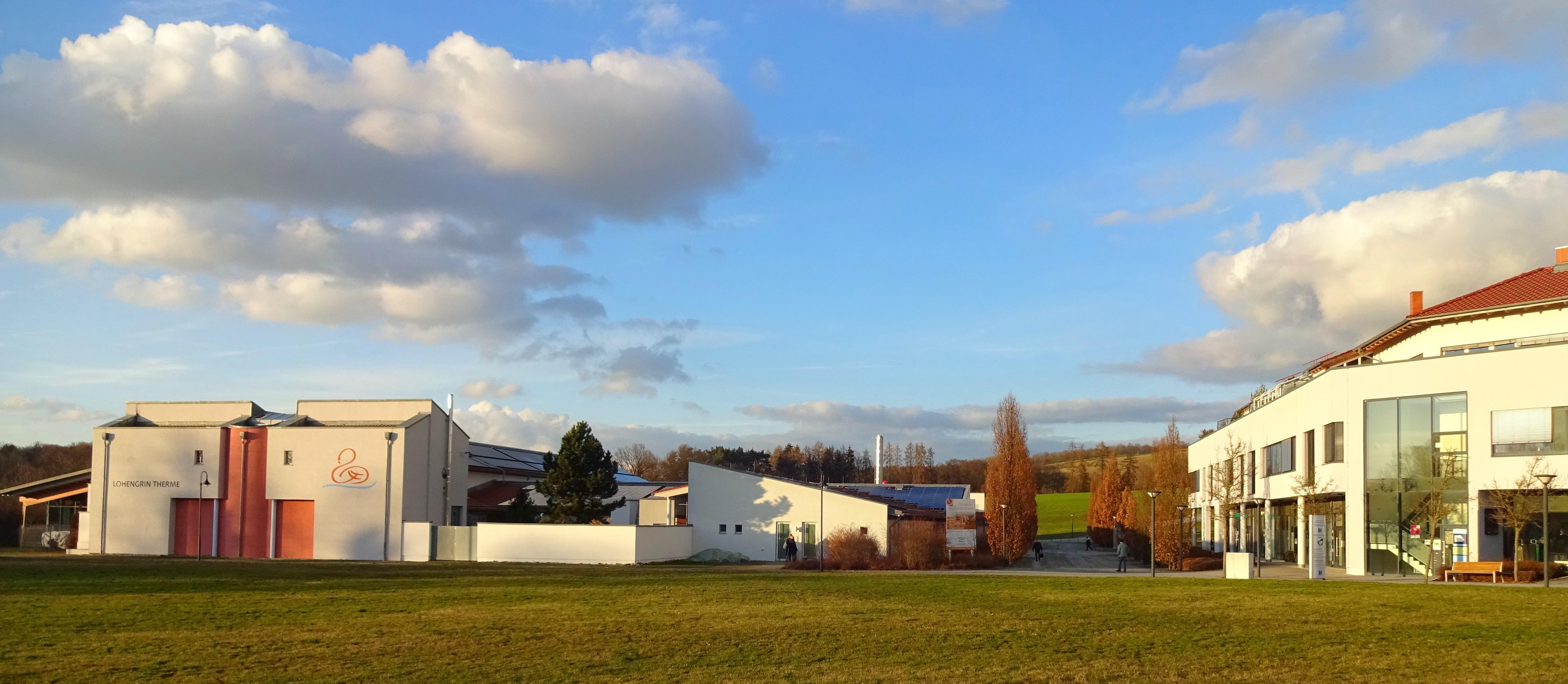
Lohengrin Therme Bayreuth

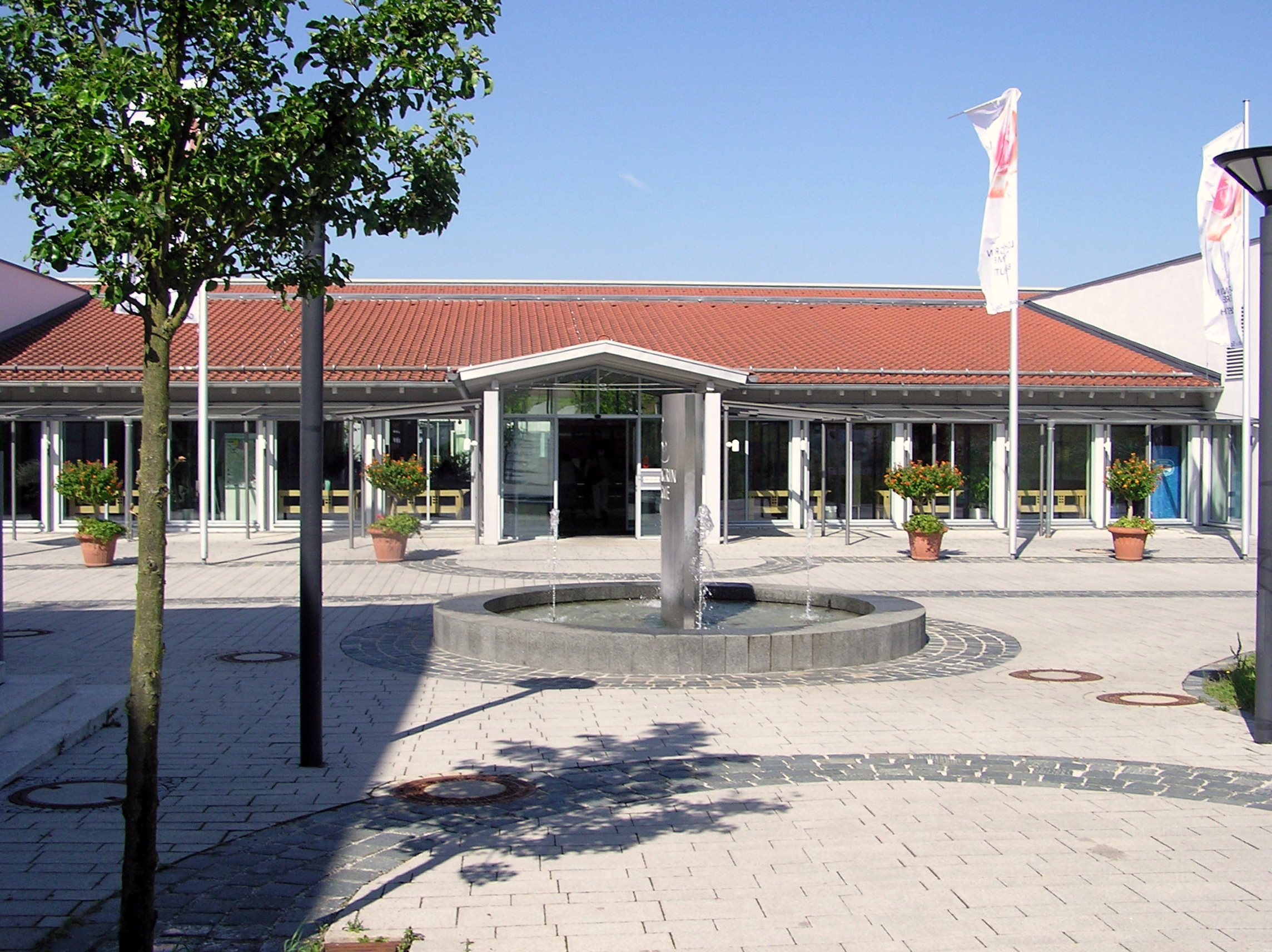
Eingangsbereich

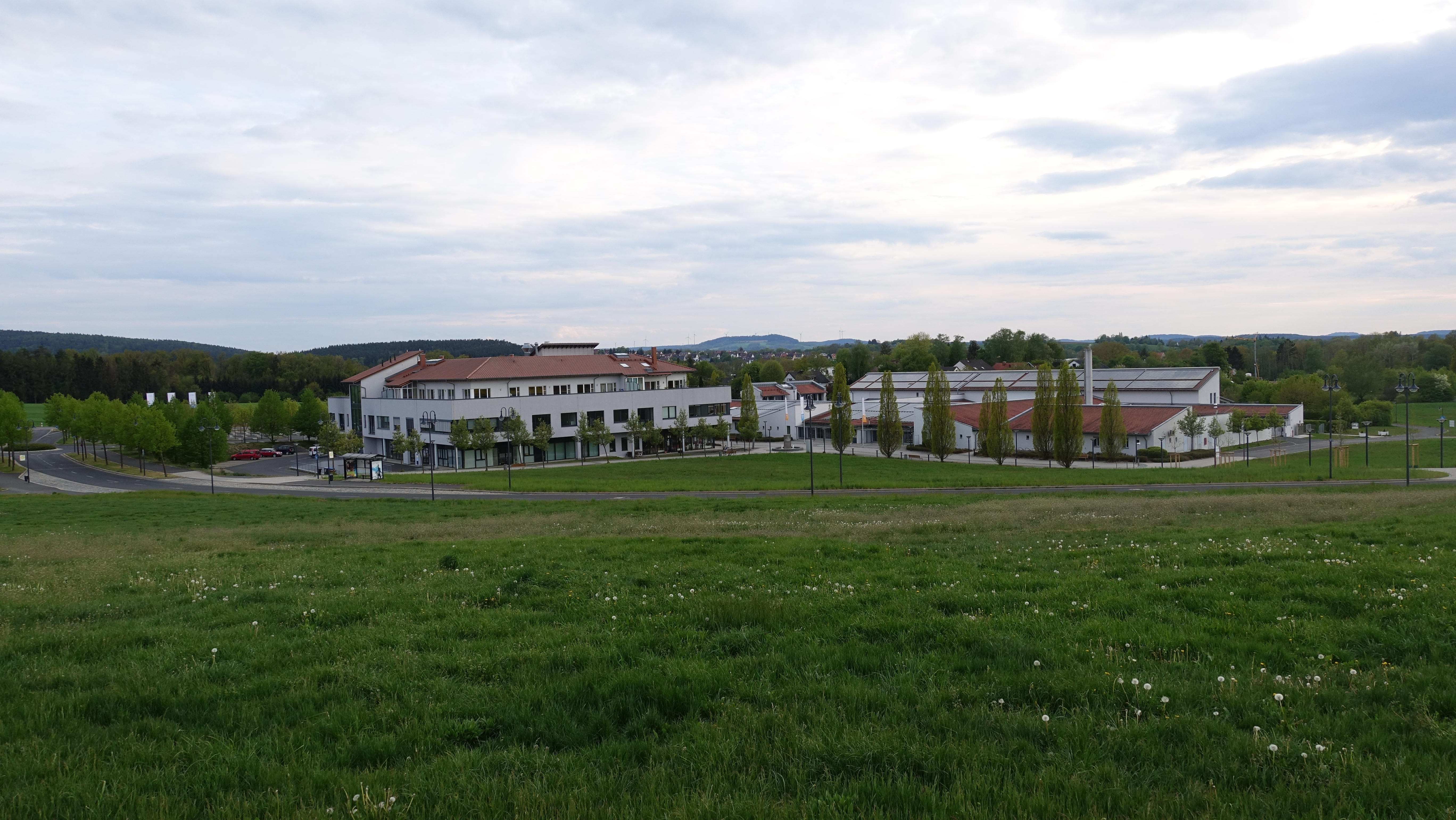
Lohengrin Therme mit Blick auf den Sophienberg

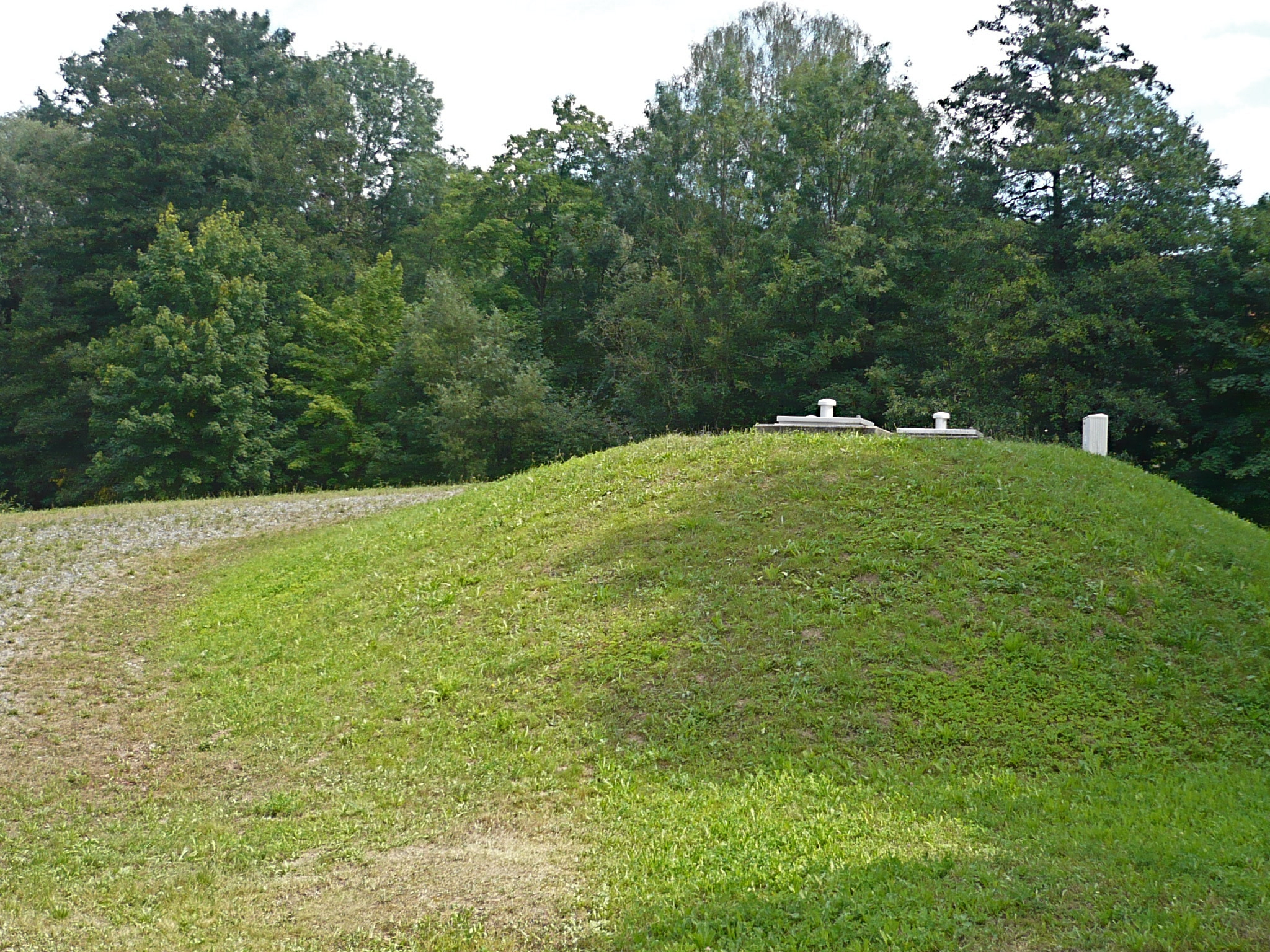
Bohrloch der Lohengrin Therme im Stadtteil Laineck

Die Lohengrin Therme ist ein anerkannter Heilquellenkurbetrieb im Bayreuther Stadtteil Seulbitz. Der Schwerpunkt liegt auf Erkrankungen im Bereich der Gelenke oder des Bindegewebes. Innerhalb des Bades befindet sich eine umfangreiche Wellness- und Saunalandschaft, es werden auch Physiotherapie und Kompaktkuren angeboten. Kinder unter sechs Jahren haben aufgrund der für sie ungeeigneten Becken keinen Zutritt.
Eigentümer ist die Stadtwerke Bayreuth Verkehr und Bäder GmbH, die zur Stadtwerke Bayreuth Holding GmbH gehört.

## Geschichte
Zunächst war vorgesehen, die ehemalige Baumwollweberei der Mechanischen Baumwoll-Spinnerei Bayreuth in Friedrichsthal in ein Thermalbad umzubauen. Im März 1990 begannen die Vorbereitungen für eine Thermalwasserbohrung auf dem ehemaligen Nebenspielplatz des Fußballvereins ASV Laineck. Für den geplanten Vorstoß in eine Tiefe von rund 1000 m wurden Kosten in Höhe von 2,25 Millionen DM angesetzt. Nach 620 m trat erstmals warmes Wasser zutage, das mit 28 °C bereits acht Grad über der Mindestwärme für thermisches Wasser lag. Am 11. Oktober 1990 stieß man dann 1122 m unter der Erdoberfläche auf über 30 °C warmes Wasser.
Im Oktober 1997 erfolgte der erste Spatenstich für das 40-Millionen-Projekt, das zunächst als Kurmittelhaus Friedrichstherme bezeichnet wurde. 1999 wurde das Bad eröffnet und 2005 im Sauna- und Wellnessbereich wesentlich erweitert.

## Heilwasser
Das Heilwasser wird im Bayreuther Stadtteil Laineck aus einer Tiefe von 1122 m gewonnen, es hat eine Temperatur von 36 °C.
Inhaltsstoffe (mg/l) (lt. Analyse der Technischen Universität München):
- Lithium 0,10
- Natrium 34,00
- Kalium 12,60
- Ammonium 0,07
- Magnesium 7,25
- Calcium 13,80
- Strontium 0,22
- Eisen 0,22
- Chlorid 21,60
- Bromid 0,22
- Jodid 0,10
- Sulfat 22,10
- Hydrogencarbonat 126,40
- Kohlenstoffdioxid 96,00

## Sonstiges
Im Umfeld der Anlage befinden sich mehrere Arztpraxen. Das geplante Kurgelände mit einem Hotel konnte mangels eines Investors bisher nicht verwirklicht werden. Die Deutsche Rentenversicherung Nordbayern plant jedoch den Neubau einer Rehaklinik. In diesem Zug soll auch ein 4-Sterne Hotel errichtet werden. Aktuell steht jedoch das nebenan liegende Funktionsgebäude für Café, Boutique usw. in Teilen leer.
Der Schlosspark der Eremitage liegt unmittelbar auf der anderen Seite des Roten Mains und ist mit dem Kurgelände über eine Brücke verbunden.